# Ronald David Laing
Ronald David Laing (1927 – 1989), fou un psiquiatre escocès que va escriure sobre la malaltia mental, especialment la psicosi. És conegut per les seves teories sobre les causes de les pertorbacions mentals. La seva teoria sobre pares «esquizògens» va estar a contrapèl de l'ortodòxia psiquiàtrica del seu temps. Sovint l'associen amb el moviment antipsiquiàtric, encara que va rebutjar l'epítet.